# La battaglia d'Inghilterra (film 1969)
La battaglia d'Inghilterra è un film del 1969 diretto da Enzo G. Castellari.

## Trama
Francia, 1940. L'esercito britannico è in rotta, e durante l'evacuazione di Dunkerque alcuni sabotatori tedeschi riescono, mediante uniformi e documenti sottratti a soldati alleati morti o prigionieri, ad infiltrarsi nel reparto del capitano Paul Stevens e raggiungere l'Inghilterra.
Scopo della loro missione distruggere le postazioni radar, consentendo così all'aviazione tedesca di preparare, con massicci bombardamenti, l'invasione del Paese. 
Il capitano Stevens scopre casualmente la presenza dei sabotatori e riceve dallo Stato Maggiore, appoggiato dal comandante delle forze aeree, generale Taylor, l'ingrato incarico di individuarli e neutralizzarli.
Dopo vari stratagemmi e peripezie la squadra tedesca riesce ad accedere alla centrale operativa dei radar, proprio mentre è in corso un nuovo e più massiccio attacco dell'aviazione tedesca.
Interrotti i contatti radio con i caccia britannici che da tutta l'Inghilterra stanno cercando di concentrarsi sul cielo di Londra, i sabotatori si accingono a far saltare in aria la centrale ma Stevens e i suoi uomini giungono in tempo per impedirglielo.
L'assalto del gruppo tedesco è guidato dal tenente Martin, che il capitano Steven credeva inglese e ospitava a casa sua.
Eliminati tutti i tedeschi si assiste, all'interno della sala radar principale, al faccia a faccia tra Stevens e Martin. Quest'ultimo si rifiuta di arrendersi e il capitano è costretto ad ucciderlo.
Dopo una serie di drammatici scontri a fuoco, che provocheranno molti morti sia tra gli alleati sia tra i commando germanici, infine avverrà uno scontro finale in cui i due ufficiali saranno costretti a combattere fino alla morte. Il commando tedesco viene infine annientato mentre nei cieli di Londra e delle altre città britanniche la RAF riesce a battere la Luftwaffe, scongiurando un'invasione nazista del Paese.